# Janfri Topera
Miguel Gredilla García (Oña, Burgos, 24 de diciembre de 1958), más conocido como Janfri Topera, es un actor español.

## Biografía
Actor de formación teatral, intervino como extra o personaje secundario en numerosas producciones españolas como La verdad de Laura, Rosa Rosae, El oro de Moscú o El robo más grande jamás contado. Está vinculado a la televisión con apariciones esporádicas en series como Paco y Veva, Los ladrones van a la oficina, Al salir de clase, Querido maestro, Manos a la obra, Aquí no hay quien viva, Plaza de España (2011) o Con el culo al aire (2013). 
El director Javier Fesser le ha dado importantes secundarios en sus películas y tiene especial peso en las tramas de El milagro de P. Tinto, La gran aventura de Mortadelo y Filemón y Mortadelo y Filemón. Misión: salvar la Tierra. En las dos últimas encarna al profesor Bacterio, aunque la segunda no es de Fesser. 
En teatro, entre otros montajes, ha participado en El montaplatos (1991), de Harold Pinter, junto a Andrés Lima, en El rinoceronte (2014), de Eugène Ionesco y en Los espejos de Don Quijote (2016) de Alberto Herreros.
En el País Vasco protagoniza con gran éxito la telecomedia Mi querido Klikowsky, para ETB, en la que encarna al padre de Arrate, una chica de Éibar que se casa con un argentino. Debido al éxito de esta serie, producida por Globomedia, protagoniza un espacio en Televisión Española junto a Mariví Bilbao, titulado Apaga la luz en una campaña a favor del ahorro de energía.
De 2000 a 2001 participó en Al salir de Clase, dando vida al despistado profesor Enrique Arribas. 
En 2001 participa en un episodio de la serie Policías, en el corazón de la calle. 
También en 2001 participa en la película Juego de luna.
En 2002 participa en un episodio de Hospital Central interpretando a un mendigo.
En 2014 pone la voz a Filemón en la película animada Mortadelo y Filemón contra Jimmy el Cachondo.
De 2015 a 2016 participa en las dos temporadas de la serie de TVE Olmos y Robles, donde interpreta a Serafín, un pueblerino de Ezcaray.
En ese mismo 2016 participa en el corto La chaqueta del botones.
En 2017 se anunció que formaría parte de la serie de Antena 3 Matadero, en el papel del capitán Villanueva.
En 2018 participa en el capítulo 9 de la serie Cuerpo de élite, de Antena 3.
En 2022 participa en diversos capítulos de la serie Amar es para siempre, también de Antena 3, donde da vida a Enrique (falso Sabino Alonso Arranz).

## Filmografía
- La Navidad en sus manos (2023), Ramón
- De perdidos al río (2023), Taxista de Río de Janeiro de origen español
- Los Artistas, primeros trazos (2023)
- Matías Gallardo (2023), Serie de TV, 1 episodio
- Amar es para siempre (2023), Serie de TV, 31 episodios
- El Premio Gordo (2021), Cortometraje, JON
- Sí, quiero (2021), Cortometraje, Corredor
- Historias lamentables (2020), Cliente Bar
- A este lado del mundo (2020)
- Matadero (serie de televisión) (2019), Capitán Villanueva, 10 episodios
- Centro médico (2018–2019), Serie de TV, 2 episodios
- Cuerpo de élite (serie de televisión) (2018), 1 episodio
- Abracadabra (2017), Rogelio
- La reina de España (2016)
- Los 'Grises' (2016)
- Olmos y Robles (2015–2016), Serie de TV, Serafín, 11 episodios
- La chaqueta del botones (2016), Cortometraje, Gran Gran Juan
- El pregón (2016), Dueño Restaurante
- Descubriendo a Mosén Bruno (2015), Cortometraje, Pedro
- Mortadelo y Filemón contra Jimmy el Cachondo (2014), Filemón (voz)
- Con el culo al aire (serie de televisión) (2013–2014), Paulino Rojo, 29 episodios
- El papel (2012), Cortometraje
- Maktub (2011), Payaso
- Plaza de España (serie de televisión) (2011), Severiano, 12 episodios
- Torrente 4: Lethal Crisis (2011), Escamilla
- Sofía (2011)
- El asesinato de Carrero Blanco (2011), Miniserie de TV, 2 episodios
- La daga de Rasputín (2011), Director Cárcel
- El pisto de Evaristo (2010), Cortometraje de TV, Tío Ramón
- ¿Qué fue de Jorge Sanz? (2010), Serie de TV, Eléctrico Rodaje, 1 episodio
- Mi querido Klikowsky (2005–2010), Serie de TV, Txomin, 100 episodios
- Lalola (2009), Serie de TV, Juanjo, 1 episodio
- Cuéntame cómo pasó (2001–2009), Serie de TV, Manolo, 8 episodios
- El Bloke. Coslada cero (2009), Miniserie de TV, Alfredo, 1 episodio
- Yo soy Bea (2009), Serie de TV, 5 episodios
- Hablan, kantan, mienten (2009) Serie de TV, 5 episodios
- Maitena: Estados alterados (2008), Serie de TV, 1 episodio
- Aída (serie de televisión de España) (2008), Ramiro Ariño, 1 episodio
- Los veraneantes (2007), Sr. Silva
- Marqués Mendigo (2007), Juan
- Mortadelo y Filemón. Misión: Salvar la Tierra (2007), Profesor Bacterio
- Matrimonio con hijos (2006), Serie de TV, 1 episodio
- ¡Apaga la luz! (2006), Serie de TV, Paco
- Alicia (2005), Persianista
- Un paso adelante (2005), Serie de TV, Cura, 1 episodio
- Semen, una historia de amor (2005), Dueño Bar
- XXL (2004), Rafa
- El comisario (2000–2004), Serie de TV, Rufo, Guti, 4 episodios
- Ana y los 7 (2004), Serie de TV, 1 episodio
- Paco y Veva (2004), Serie de TV, 1 episodio
- Incautos (2004), Padre de Ernesto
- La sopa boba (2004) Serie de TV, Padre niño, 1 episodio
- El chocolate del loro (2004), Pepe
- Manolito Gafotas (serie de televisión) (2004), 1 episodio
- Aquí no hay quien viva (2003), Serie de TV, Jefe de los rateros, 1 episodio
- La vida aquí (2003), Don César
- Grimm (2003)
- El oro de Moscú (2003), Pocero 3
- Código fuego (2003), Serie de TV, Hombre Accidente, 2 episodios
- La gran aventura de Mortadelo y Filemón (2003), Profesor Bacterio
- El robo más grande jamás contado (2002), Operario Aeropuerto 2
- La verdad de Laura (2002), Serie de TV, Da Vinci, 62 episodios
- X (2002), Testigo
- ¡De potra! (2002), Cortometraje, Ducados
- ¿Quién es el asesino? Cortometraje de TV, Jenaro
- Hospital Central (serie de televisión) (2002), Mendigo, 1 episodio
- Agüela (2001), Cortometraje, Vecino
- Noche de Reyes (2001), Taxista
- Gente pez (2001), Calvorota
- Periodistas (serie de televisión) (2001), 1 episodio
- Juego de Luna (2001), Ricardo
- Policías, en el corazón de la calle (2001), Serie de TV, Máximo Peñafiel, 1 episodio
- Amor, curiosidad, prozak y dudas (2001), Conductor
- Al salir de clase (2000–2001), Serie de TV, Enrique Rivas, 154 episodios
- ¡Ala... Dina! (2001), Serie de TV, Camillero 2, Florista, Floro, 3 episodios
- La ley y la vida (2000), Serie de TV, Profesor Autoescuela, 1 episodio
- Obra maestra (2000), Maquinista TVE
- Cascabel (2000), Alipio
- Manos a la obra (1998), Serie de TV, 1 episodio
- Cuando vuelvas a mi lado (1999), Cliente Bar
- Los lobos de Washington (1999), Cliente Taxi
- Tío Willy (1999), Serie de TV, 1 episodio
- El milagro de P. Tinto (1998), Usillos
- La casa de los líos (1996), Serie de TV, Al-Tricar, 1 episodio
- Nada en la nevera (1998), Marido Infiel
- Mensaka (1998), Taxista 1
- La virtud del asesino (1998), Serie de TV, 1 episodio
- Querido maestro (1997–1998), Serie de TV, Sebastián, 10 episodios
- A las once en casa (1998), Serie de TV, 1 episodio
- Médico de familia (serie de televisión) (1997), 2 episodios
- La buena vida (película de 1996)
- Turno de oficio: 10 años después (1996), Serie de TV, Vigilante Juzgados, 1 episodio
- ¡Ay, Señor, Señor! (1995), Serie de TV, Trilero, 1 episodio
- Suspiros de España (y Portugal) (1995)
- Los ladrones van a la oficina (1994–1995), Serie de TV, 2 episodios
- Mi hermano del alma (1994), Aparcacoches
- Su primer amor (1993), Cortometraje
- Rosa Rosae (1993), Camarero del Retiro
- Las chicas de hoy en día (1991–1992), Serie de TV, 2 episodios
- La noche más larga (1991), Cura
- La mujer de tu vida (1990), Serie de TV, Policía Municipal
- Brigada Central (serie de televisión) (1989), Guardia Civil, 1 episodio
- El pico 2 (1984), Policía